# محمد شفيع الديوبندي
محمد شفيع الديوبندي (1314 - 1396 هـ / 1896 - 1976 م) هو عالم مسلم، من أهل الباكستان.

## ترجمته
هو محمد شفيع بن ياسين الديوبندي العثماني الحنفي. تخرج في دار العلوم ديوبند سنة 1335 هـ. أخذ عن أنور شاه الكشميري، و عزيز الرحمن، و شبير أحمد العثماني. دَرس بعدها في دار العلوم ديوبند لمدة 26 سنة. هاجر إلى باكستان واستقر في كراتشي وأسس بها دار العلوم كراتشي، كما كان مفتيا أيضا.

## آثاره
من مؤلفاته العربية:
- «أحكام القرآن».
- «أخلاق أم شقاق؟»، 1387 هـ.
- «الازدياد اليني على اليانع الجني»، كراتشي، 1383 هـ.
- «توزيع الثورة في الإسلام»، 1397 هـ.
- «نفحات في فضل اللغة العربية».
- «هداية المهتدين في آية خاتم النبيين».